# Jan Adam z Questenberka
Jan Adam z Questenberka či z Questenbergu (německy Johann Adam von Questenberg, 23. února 1678 Vídeň – 10. května 1752 Jaroměřice nad Rokytnou) byl moravský šlechtic z rodu Questenberků, mecenáš barokního umění, majitel panství Jaroměřice nad Rokytnou a císařský úředník. V době vrcholného baroka první třetiny 18. století patřil mezi osvícené představitele šlechty na panstvích v Zemích Koruny české. Byl mecenášem a iniciátorem řady projektů v oblasti architektury, hudební a divadelní tvorby, znalcem malířství, sběratelem dobových hudebních nástrojů a naučných knih v širokém spektru svých zájmů.
Umělecká a mecenášská činnost Jana Adama z Questenberka je významnou součástí kulturního dědictví zanechaného Jaroměřicím nad Rokytnou. Jan Adam z Questenberka byl dlouholetým zaměstnavatelem hudebního skladatele, jaroměřického rodáka, Františka Antonína Míči. Jan Adam rovněž přestavěl jaroměřický zámek, zámecký park (včetně výstavby zahradního divadla) a chrám sv. Markéty. Na přestavbě zámku se mimo jiné známé umělce podílel rakouský architekt Johann Lucas von Hildebrandt.

## Původ a mládí

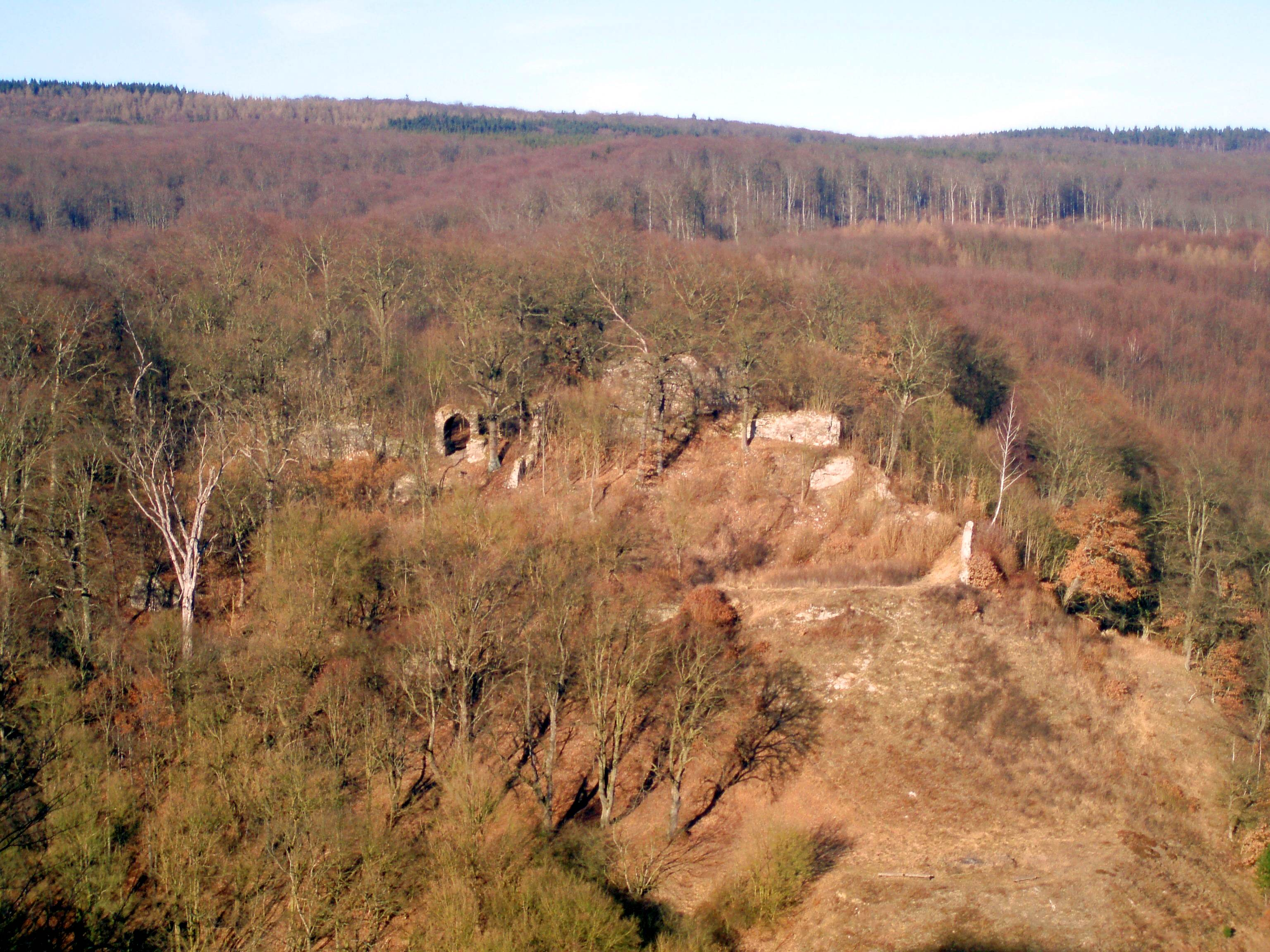
Trosky hradu Questenberg

Jan Adam pocházel ze starobylého rodu původem z kraje Mansfeld-Südharz v Sasko-Anhaltsku, patrně z původního hradu v blízkosti města Questenberg. Později se v roce 1470 uvádí tento patricijský rod v Kolíně nad Rýnem. Do Jaroměřic se rod Questenberků dostal poté, co původnímu majiteli jaroměřického panství Petru Rechenbergovi ze Želetic byl majetek v roce 1620 zkonfiskován pro účast na českém stavovském povstání. Panství pak císař Ferdinand II. v roce 1624 prodal za 50 000 zl. Gerhardovi z Questenberka (1580–1646), dědu Jana Adama z Questenberka. Podobně se součástí panství staly i obce Bohušice, Příštpo, Bečov nad Teplou, Javorná a panství Rapoltenkirchen (nyní lokalita v Rakousku).
Celé panství zdědil Gerhardův syn Jan Antonín z Questenberka (15. ledna 1633 – 14. října 1686), otec Jana Adama. Jan Antonín zejména v Jaroměřicích nad Rokytnou položil základy kulturního a hospodářského rozvoje po devastujícím období třicetileté války a rekatolizaci v habsburské monarchii. Na jaroměřickém předměstí Lhotě založil Loretánskou kapli s křížovou chodbou, dobudovanou v roce 1673, kde při první mši byl přítomen i císař Leopold I. V roce 1675 byla při této kapli zahájena výstavba kláštera servitů.
Jan Antonín nechal přestavět jaroměřický zámek v honosné barokní sídlo, založil zde zámeckou knihovnu a ve starém chrámu sv. Markéty podporoval chrámovou hudbu a zpěv. Při říčce Rokytná (tehdy nazývané Jarmeritza) u kláštera servitů dal přistavět špitál. 
Manželkou Jana Antonína a matkou Jana Adama byla Marie Kateřina baronka Stadlová (narozená roku 1641).

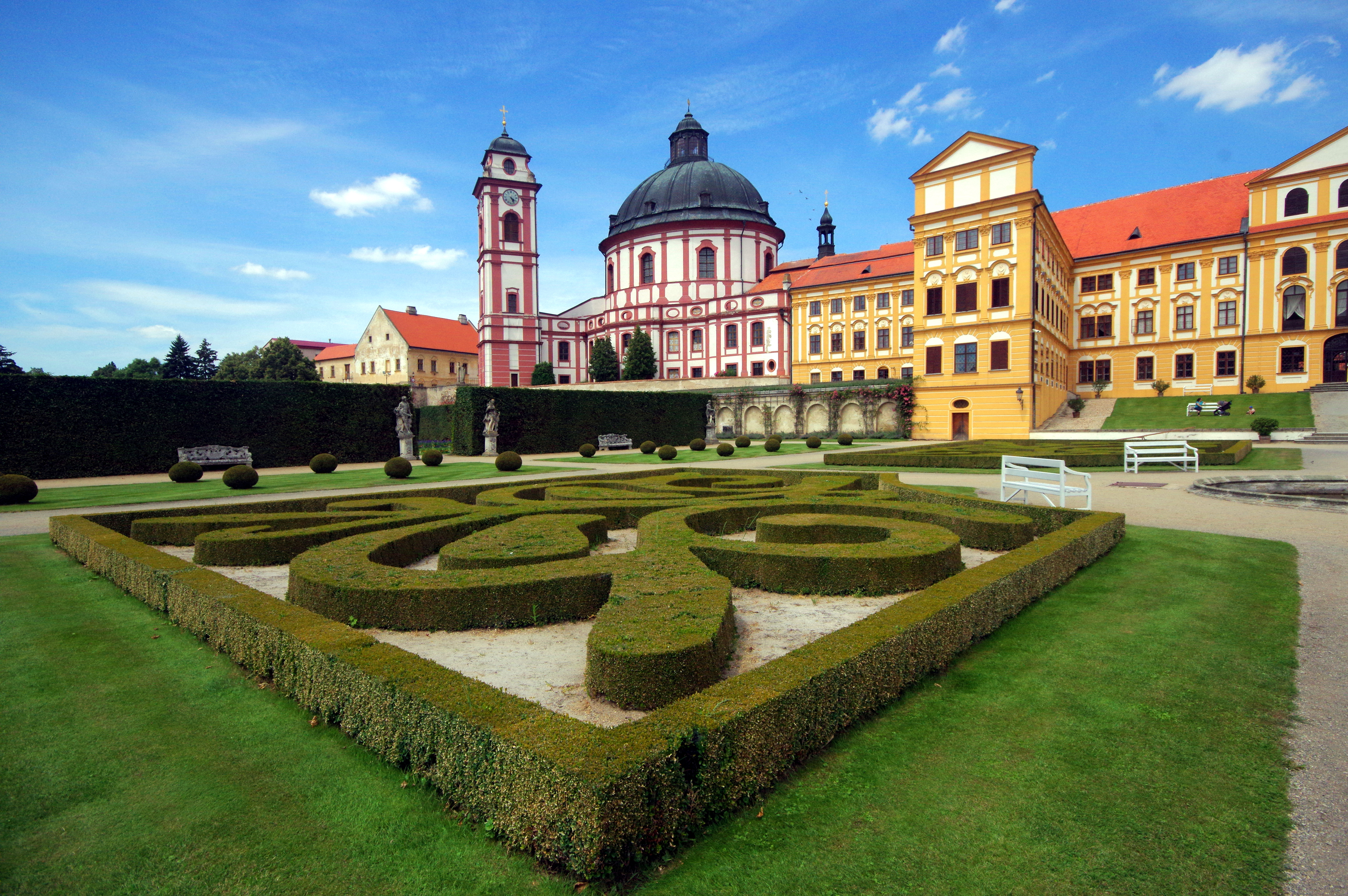
Zámek Jaroměřice nad Rokytnou, pohled z parku; vlevo propojení na kostel sv. Markéty

Jan Adam se narodil ve středu 23. února 1678 ve Vídni. V době úmrtí otce Jana Antonína (27. února 1686) a zanedlouho i matky Marie Kateřiny (11. října 1686) bylo Janu Adamovi jen osm let, takže ke správě jaroměřického panství a dalšího majetku byl ustaven poručník v osobě jeho bratrance Leopolda hraběte z Lamberka (* 1654), diplomata v císařských službách.
Základy vzdělání získal Jan Adam ve Vídni v blízkostí císařského dvora, vysokoškolská studia absolvoval na právnické fakultě Karlo-Ferdinandově univerzitě v Praze disertací datovanou 28. ledna 1696. V duchu dobových zvyklostí mladých šlechticů cestoval v letech dospívání po evropských centrech vzdělání a kultury, takže poznal Vídeň, Haag, Paříž, Versailles i Londýn. Zřejmě ho nejvíce zaujal život, kultura a okázalost Francie, Paříže a zvláštně pak Versailles na dvoře krále Ludvíka XIV. Poznal tam nádherné dvorské slavnosti a pestrý společenský život šlechty, setkával se zde s významnými umělci, politiky i mecenáši umění. Jeho zájem upoutalo divadlo a hudba, zřejmě k tomu přispělo i jeho hudební nadání. To jej ovlivnilo na celý život v zájmu o rozvoj kulturního i náboženského dění na svém jaroměřickém panství. Teprve v roce 1699, kdy Jan Adam dosáhl věku 21 let a byl prohlášen zletilým, se ujal správy svého panství.

## Dospělost
V roce 1702 byl císařem Leopoldem I. jmenován císařským radou, v roce 1723 pak tajným radou a císařským komořím Karla VI. Oženil se roku 1707 s Marií Antonii hraběnkou z Friedbergu a Scheeru a měl s ní šest dětí, dospělosti se však dožila jen dcera Marie Karolína.

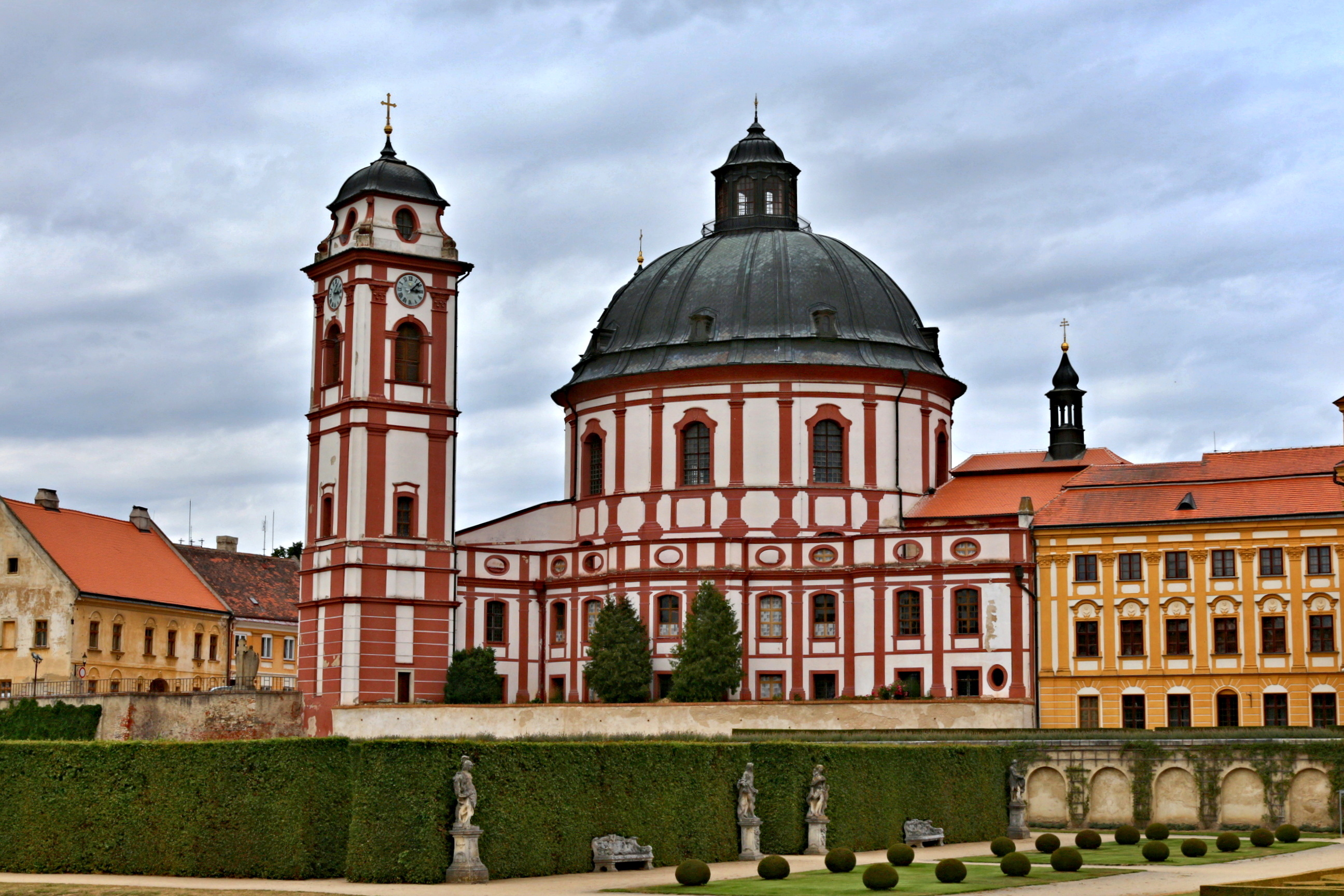
Chrám sv. Markéty v Jaroměřicích

Počáteční období působení Jana Adama jako vlastníka jaroměřického panství, které si zvolil za své trvalé sídlo, bylo spíše bouřlivé než tvůrčí, nicméně pokračoval v kulturním dědictví svého otce Jana Antonína. Zámecká knihovna, kterou podstatně rozšířil a jejíž dědický soupis se dochoval, obsahovala 4560 děl náboženských, historických, ale také spisů a návrhů pojednávajících o architektuře paláců a sakrálních staveb. Bohatá byla i jeho sbírka obrazů převážně s náboženskou tematikou a sbírka hudebních nástrojů. V období zhruba po roce 1715, kdy se všeobecně zlepšovaly hospodářské podmínky, se Jan Adam zaměřil na rekonstrukci jaroměřického zámku, výstavbu barokního zámeckého parku a začal se zabývat možnostmi přestavby starého chrámu sv. Markéty, který se po zničujícím požáru v roce 1631 opravoval již více než 50 let nákladem obce a farníků.
Svůj úřad u císařského dvora i pobyt ve Vídni ukončil Jan Adam v roce 1734, snad z důvodu vážné nemoci manželky Marie Antonie, zmiňují se i rozsáhlé zadlužení a spory s magistrátem města Vídně. Po smrti první manželky Marie Antonie hraběnky z Friedberka a Scheeru 26. listopadu 1736 se Jan Adam v roce 1738 znovu oženil s Marií Antonií Josefou Justinou (15. června 1708 – 14. ledna 1778), dcerou Maxmiliána Oldřicha z Kounic, majitele slavkovského panství. Děti se jim žádné nenarodily.
Jan Adam byl v roce 1735 jmenován předsedou císařských komisařů u Moravského zemského sněmu konaného v roce 1736, kde se staral o prosazování císařských finančních požadavků na Moravě. Odstěhoval se s rodinou do Brna. V roce 1736 ovdověl, v roce 1738 se podruhé oženil s Marií Antonií, dcerou svého přítele a zemského hejtmana Maxmiliána Oldřicha z Kounic. Trápil ho chronický katar průdušek; po zápalu plic 10. května 1752 zemřel. Protože neměl mužského potomka, odkázal majetek druhorozenému synovi pozdějšího knížete a předního císařského ministra Václava Antonína z Kounic Dominiku Ondřejovi z Kounic (1740–1812). Ten převzal majetek Jana Adama z Questenberka po dosažení zletilosti v roce 1762. Z dalších majitelů jaroměřického panství již nikdo na bohaté kulturním dědictví Jana Adama z Questenberka nenavázal.

### Barokní výstavba zámku a chrámu sv. Markéty

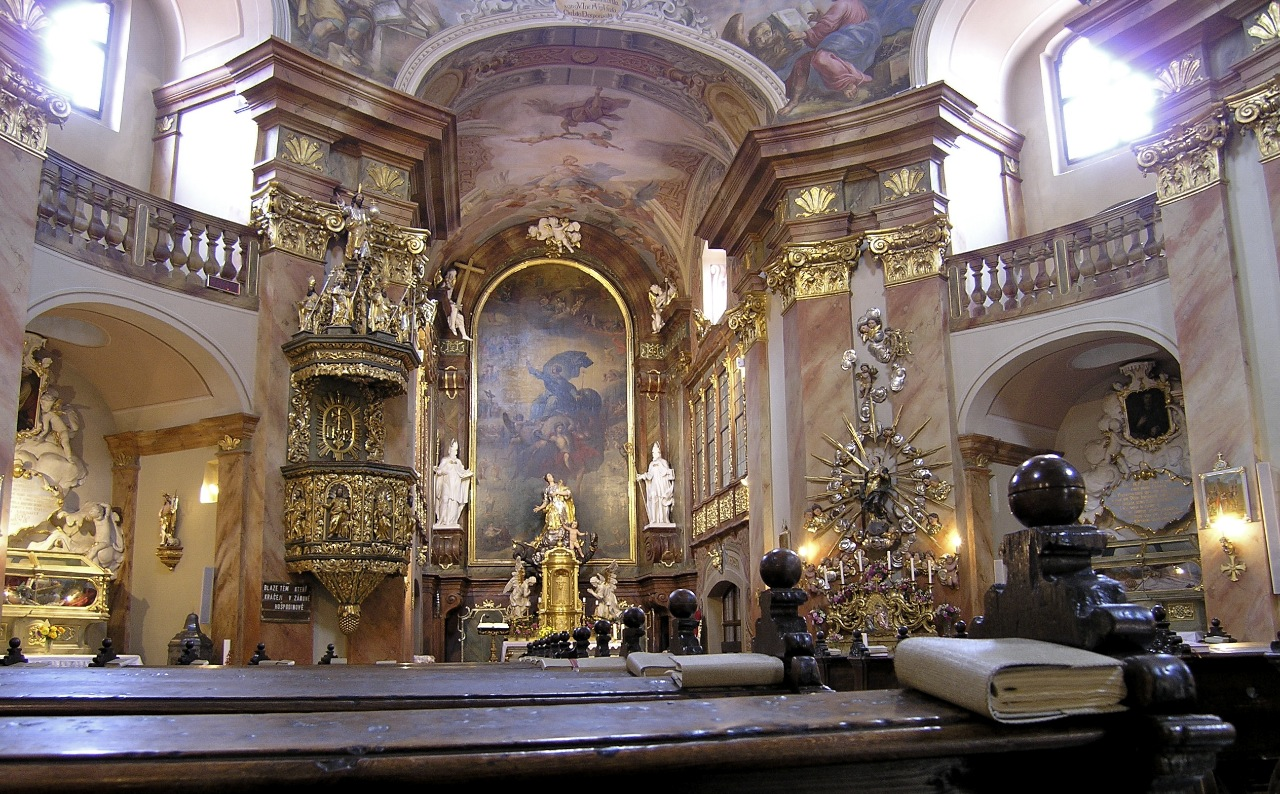
Interiér chrámu sv. Markéty

V období vrcholného baroka v první třetině 18. století byla výstavba monumentálních staveb nejen obrazem kultury a umění architektury, ale také věcí prestiže bohatých šlechtických rodů. Přestavbu jaroměřického zámku pojal Jan Adam velkoryse. Přizval k tomu tehdejší význačné znalce a umělce. Patřili k nim například vídeňský sochař Konrad Adolph von Albrecht, portrétisté Johan Gottfried Auerbach,
Martin van Meytens
a uznávaný portrétista Jan Kupecký. Patrně nejvýznamnějším umělcem, který se podílel na vzniku jaroměřického souboru staveb, byl architekt Johann Lucas von Hildebrandt, se kterým také spolupracoval zednický mistr Franz Jängl, doložený v Jaroměřicích nad Rokytnou v roce 1717. Výstavba chrámu sv. Markéty se pro soustavný nedostatek finančních prostředků, ale také mnohé změny v architektonickém členění, stavebních plánech a střídání stavebních mistrů, neustále prodlužovala. Jan Adam ve snaze dokončit stavbu chrámu požádal císaře Karla VI. 30. března 1734 o vložení fundační listiny k částce 4000 zlatých do zemských desk ve prospěch kláštera servitů. Stavba chrámu pak byla dokončena v roce 1737.

### Hudba a divadlo
Kulturní život na jaroměřickém zámku za Jana Adama z Questenbergu byl bohatý. Za jeho otce Jana Antonína se v Jaroměřicích hudba provozovala pouze ve starých a skromných chrámových prostorech. Chrámový sbor byl tvořen kantory, jejich žáky, zpěváky a hudebníky z řad místních měšťanů, ale také panských lokajů a dalších vrchnostenských úředníků.

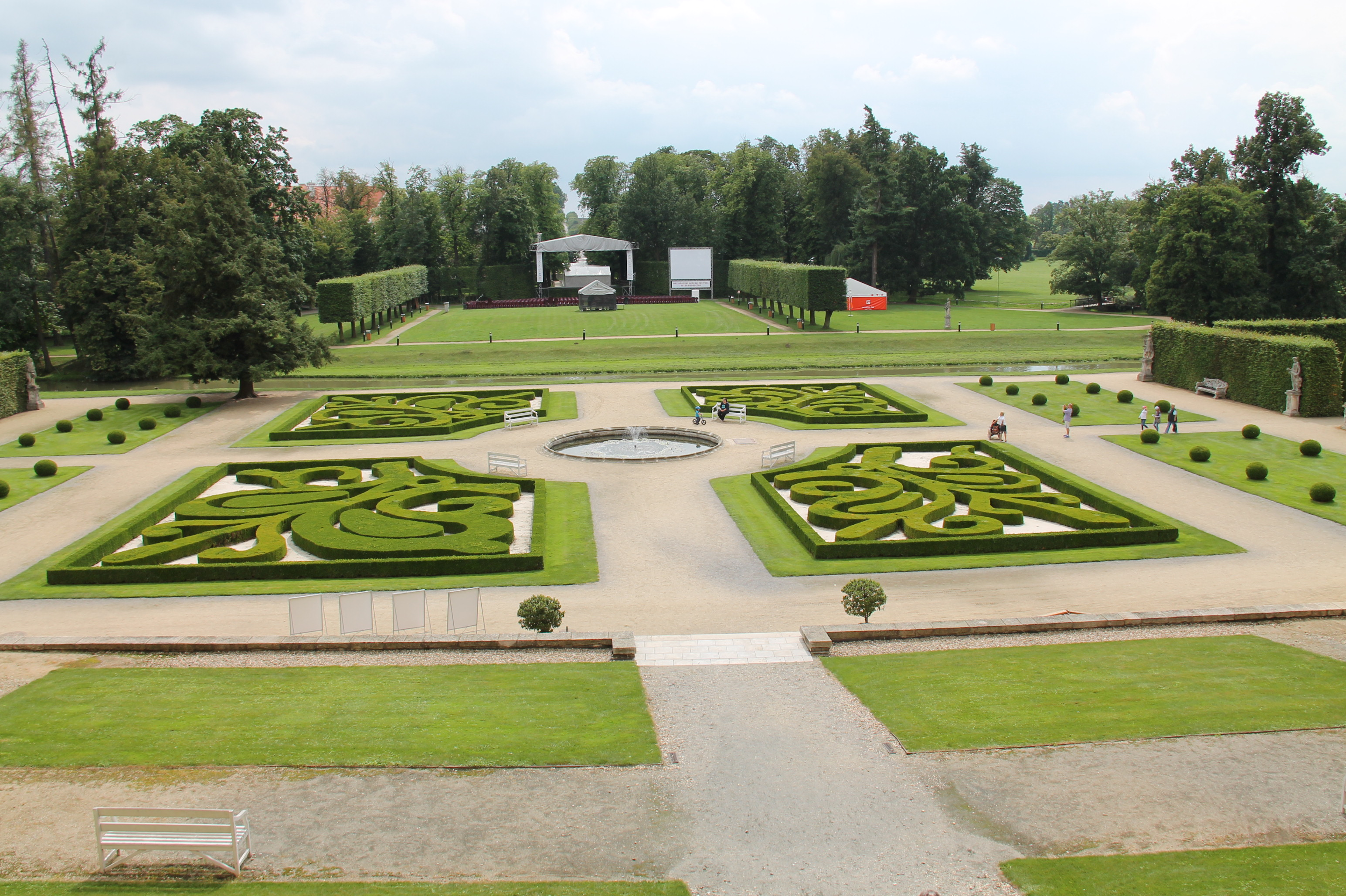
Zámecký park s částí, kde se dosud provozují divadelní a hudební představení

Jan Adam získal rozsáhlé vzdělání, zkušenosti z kulturního života v předních evropských centrech a získal také mnohé kontakty na tehdejší významné umělce, hudební skladatele a provozovatele hudebních děl na šlechtických sídlech po celé Evropě. Jeho vrstevníkem byl např. i Johann Sebastian Bach a má se za prokázané, že oba byli ve vzájemném kontaktu. Zájem Jana Adama o hudbu nebyl jen módní záležitostí, ale vášní a vnitřní potřebou; sám hudbu aktivně provozoval a na jaroměřickém panství rozvíjel.

Kapelníkem jeho hudebního souboru byl František Antonín Míča, syn jaroměřického varhaníka, který rovněž zastával post komorníka, jenž patřil k nejvyšším na Questenberkově dvoře. Až do své smrti byl hlavní postavou hudebního dění v okolí Jana Adama a jemu také věnoval některé ze svých skladeb, např. gratulační serenádu z roku 1734 Der glorreiche Nahmen Adami. Na jaroměřickém zámku vznikla kapela, kterou Jan Adam obsazoval především svými zámeckými služebníky a zčásti i místními měšťany. Na zámku se provozovala hudební díla a divadelní představení, převážně ve formě tehdejších oper a operet včetně baletních vsuvek, jejichž předlohy si Jan Adam nechal posílat z Vídně, ale také z mnoha italských měst (Benátky, Neapol, Parma, Lucca ad), z Německa, Francie, výjimečně také z Portugalska, Anglie a Malty. Ty se po Míčových úpravách a podle možností zámecké kapely také na zámku provozovaly. Na inscenacích zámeckého divadla se podíleli význační výtvarníci a divadelní architekti, jako byl Giuseppe Galli Bibiena.

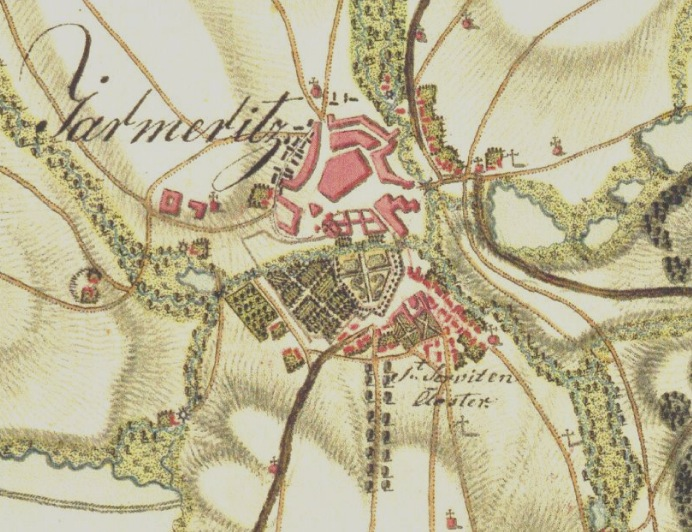
Historická mapa, I.voj. mapování 1764

Je též zaznamenáno účinkování Jana Adama v operním představení pořádaném ku příležitosti jmenin císaře (4. listopadu 1724) ve Vídni. Jan Adam dobře hrál na loutnu a mandolínu, zpíval, a k tomu složil i několik drobných skladeb, například loutnové tance menuet a rigaudon (francouzský barokní tanec). Je znám i jeho portrét s loutnou od malíře Jana Kupeckého. Obliba hudebních a divadelních představení vedla Jana Adama k rekonstrukci zámeckého divadla podle vzoru divadla v Holešově, kterou dokončil v roce 1739.

## Odkaz
V současné době je obnovený exteriér a interiér jaroměřického zámku ve státní péči Národního památkového ústavu v Brně. Na hudební tradice, založené Janem Adamem z Questenberga, navázaly v Jaroměřicích nad Rokytnou každoročně od roku 1999 Mezinárodní hudební festivaly Petra Dvorského, které se konají v pečlivě udržovaném zámeckém parku. Občasná divadelní představení v areálu barokního parku navozují atmosféru vrcholného baroka za života Jana Adama z Questenberka.